# Coto de Nuestra Señora del Carmen
El jardín del «Coto de Nuestra Señora del Carmen» en Peñacaballera, Puerto de Béjar (Salamanca), situado al borde de la Carretera Nacional 630, en la Vía de la Plata, es un jardín privado creado por voluntad del Conde de Palacios y proyectado por el valenciano Tomás Veyrant, a finales del siglo XIX y comienzos del siglo XX.

## Descripción
Se trata de un jardín realizado al gusto de finales del XIX, en el que se aúnan tendencias naturalistas, románticas y del paisajista inglés.
Entre las características de este jardín, destacan la libertad de líneas compositivas, el interés por los niveles curvilíneos y accidentados, y el eclecticismo de la plantación, su disposición irregular, y la incorporación de especies exóticas, como la Cunigama lanceolata, Quercus rubra, Squoiadendron giganteum, Abies alba, Abies magnifica, Picea abies, Acer platanoides, Prunus lusitanica, Chamaecyparis lawsoniana, Sophora japonica, Cedrus deodara, Pseudosuga menziesii, Araucaria araucana, Ilex aquifolium, Laurus nobilis, Prunus avium, Taxus baccata, Rhododendron spp. etc., y todo esto en la Sierra de Béjar del macizo montañoso de Gredos.
Estos árboles se presentan en ejemplares únicos, de gran porte como la secuoia de 40 m, de H. y un tronco de circunferencia no abarcable por ocho personas con los brazos extendidos, la araucaria chilena muy rara en jardines mesetarios, o los que forman bosquetes, como los conjuntos de abetos blancos, rojos, o douglas de 32 m de H. y las zonas de laureles y cerezos. Todos marcan el carácter de este jardín, con una predominancia de múltiples coníferas, y el contrastes con el entorno, con otras particularidades expresivas, geofísicas y botánicas, dejando clara la diferencia entre paisaje (más o menos culturizado o natural) y una obra humana exponente de su pensamiento y de su sentimiento en seguimiento de las ideas de una época, con la rara implantación de especies procedentes de otras latitudes.
Conserva un rústico cenador y una monumental escalinata compuesta por 104 escalones, con sus correspondientes «placitas» o lugares de descanso.